# Campeonato Mundial de Karate de 1998
El Campeonato Mundial de Karate de 1998 fue la XIV edición del torneo de karate más importante del mundo. Se desarrolló en la ciudad de Río de Janeiro, Brasil, siendo la primera vez que este campeonato mundial se disputaba en América del Sur. Comenzó el 15 de octubre de 1998 y culminó tres días después. Participaron 720 deportistas provenientes de 75 países del mundo, quienes formaron parte de alguna de las 17 competencias del torneo.
Los deportistas franceses lograron el primer lugar en el medallero. En el segundo puesto se ubicaron los japoneses, mientras que el tercer puesto fue para los deportistas de Turquía.

## Resultados

### Resultados individuales

#### Kata
| Posición | País    | Deportista    |
| -------- | ------- | ------------- |
| 1        | Japón   | Ryoke Abe     |
| 2        | Francia | Michaël Milon |
| 3        | España  | A. Hernández  |

| Posición | País    | Deportista        |
| -------- | ------- | ----------------- |
| 1        | Japón   | Atsuko Wakai      |
| 2        | Francia | Myriam Szkudlarek |
| 3        | Italia  | Roberta Sodero    |

#### Kumite

##### Kumitemasculin
| Posición | País    | Deportista     |
| -------- | ------- | -------------- |
| 1        | España  | David Luque    |
| 2        | Francia | J. Barst       |
| 3        | Italia  | Francesco Ortu |
| 3        | Turquía | Hakan Yagli    |

| Posición | País      | Deportista         |
| -------- | --------- | ------------------ |
| 1        | Francia   | Alexandre Biamonti |
| 2        | Venezuela | Jean Carlos Peña   |
| 3        | España    | J. Puertas         |
| 3        | Brasil    | C. Vieina          |

| Posición | País     | Deportista    |
| -------- | -------- | ------------- |
| 1        | Turquía  | Halgun Alagas |
| 2        | Alemania | Samad Azadi   |
| 3        | Bélgica  | J. Lefevre    |
| 3        | Japón    | Shisua Shiina |

| Posición | País      | Deportista       |
| -------- | --------- | ---------------- |
| 1        | Francia   | David Félix      |
| 2        | Brasil    | A. Pinto         |
| 3        | Dinamarca | A. Busk          |
| 3        | Italia    | Gennaro Talarico |

| Posición | País        | Deportista      |
| -------- | ----------- | --------------- |
| 1        | Francia     | Gilles Cherdieu |
| 2        | Irán        | A. Chateriadeh  |
| 3        | Turquía     | Zeynel Celik    |
| 3        | Reino Unido | Wayne Otto      |

| Posición | País     | Deportista       |
| -------- | -------- | ---------------- |
| 1        | Alemania | Marc Haubold     |
| 2        | Japón    | Yasumasa Shimizu |
| 3        | Italia   | David Benetello  |
| 3        | España   | Oscar Olivares   |

| Posición | País        | Deportista                |
| -------- | ----------- | ------------------------- |
| 1        | Grecia      | Konstantinos Papadopoulos |
| 2        | España      | M. Fernández              |
| 3        | Irán        | A. Katiraei               |
| 3        | Reino Unido | Leon Walters              |

##### Kumitefemenino
| Posición | País      | Deportista    |
| -------- | --------- | ------------- |
| 1        | Japón     | Hiromi Masama |
| 2        | Finlandia | Sari Laine    |
| 3        | Alemania  | N. Jacobs     |
| 3        | Francia   | Nadia Mecheri |

| Posición | País        | Deportista          |
| -------- | ----------- | ------------------- |
| 1        | Reino Unido | Jillian Toney       |
| 2        | Francia     | Nathalie Leroy      |
| 3        | Finlandia   | Marianne Tarva      |
| 3        | Alemania    | Alexandra Witteborn |

| Posición | País      | Deportista       |
| -------- | --------- | ---------------- |
| 1        | Francia   | Laurence Fischer |
| 2        | Australia | Laurene Bevaart  |
| 3        | Japón     | I. Nabeki        |
| 3        | Alemania  | J. Nagel         |

| Posición | País            | Deportista   |
| -------- | --------------- | ------------ |
| 1        | Brasil          | M. Maja      |
| 2        | República Checa | P. Piskacová |
| 3        | Turquía         | Yıldız Aras  |
| 3        | Reino Unido     | T. Weekes    |

### Resultados por equipos

#### Kata
| Posición | País    |
| -------- | ------- |
| 1        | Japón   |
| 2        | Italia  |
| 3        | Francia |

| Posición | País           |
| -------- | -------------- |
| 1        | Japón          |
| 2        | Estados Unidos |
| 3        | España         |

#### Kumite
| Posición | País        |
| -------- | ----------- |
| 1        | Francia     |
| 2        | Reino Unido |
| 3        | Alemania    |
| 3        | España      |

| Posición | País        |
| -------- | ----------- |
| 1        | Turquía     |
| 2        | Reino Unido |
| 3        | Croacia     |
| 3        | España      |

## Medallero
| Medallero |                 |     |       |        |       |
| Posición  | País            | Oro | Plata | Bronce | Total |
| 1         | Francia         | 5   | 4     | 2      | 11    |
| 2         | Japón           | 5   | 1     | 2      | 8     |
| 3         | Turquía         | 2   | 0     | 3      | 5     |
| 4         | Reino Unido     | 1   | 2     | 3      | 6     |
| 5         | España          | 1   | 1     | 6      | 8     |
| 6         | Alemania        | 1   | 1     | 4      | 6     |
| 7         | Brasil          | 1   | 1     | 1      | 3     |
| 8         | Grecia          | 1   | 0     | 0      | 1     |
| 9         | Italia          | 0   | 1     | 4      | 5     |
| 10        | Finlandia       | 0   | 1     | 1      | 2     |
| 10        | Irán            | 0   | 1     | 1      | 2     |
| 12        | Australia       | 0   | 1     | 0      | 1     |
| 12        | Estados Unidos  | 0   | 1     | 0      | 1     |
| 12        | República Checa | 0   | 1     | 0      | 1     |
| 12        | Venezuela       | 0   | 1     | 0      | 1     |
| 16        | Bélgica         | 0   | 0     | 1      | 1     |
| 16        | Croacia         | 0   | 0     | 1      | 1     |
| 16        | Dinamarca       | 0   | 0     | 1      | 1     |